# Roger Hubert
Roger Hubert (* 30. März 1903 in Montreuil-sous-Bois; † 28. November 1964 in Paris) war ein französischer Kameramann.

## Leben
Hubert wurde am Marey Institut in Vincennes zum Kameramann ausgebildet. Bereits im Alter von 18 Jahren arbeitete er eigenständig, und schon früh wirkte er mit namhaften Regisseuren wie Jean Renoir, Jacques Feyder und Max Ophüls zusammen.
Bei Kriegsausbruch 1939 war er zeitweilig in der Filmabteilung der französischen Streitkräfte tätig. Während der deutschen Besatzungszeit entwickelte er seinen eigenen Stil mit düsteren, gemäldeartigen schwarzweißen Bildkompositionen. Als Höhepunkte gelten Jean Delannoys Liebesfilm Der ewige Bann (nach Jean Cocteau), Marcel Carnés Allegorie Die Nacht mit dem Teufel und besonders Carnés Klassiker Kinder des Olymp.
Hubert drehte in den 1950er und beginnenden 1960er Jahren noch zahlreiche Filme, die dem Stil des damals üblichen Massenkinos entsprachen und wenig Beachtung fanden.

## Filmografie (Auswahl)
- 1927: Die Apachen von Paris
- 1931: Das Ende der Welt (La fin du monde)
- 1931: Geliebte um Mitternacht
- 1932: Fantômas, von Paul Fejos, mit Peverell Marley
- 1933: Liebe (Remous)
- 1933: Die Schlacht (La bataille)
- 1935: Spiel in Monte Carlo (Pension Mimosas)
- 1935: Lucrecia Borgia (Lucrèce Borgia)
- 1939: Das Gesetz des Nordens (La loi du nord)
- 1941: Der erste Ball (Premier bal)
- 1941: Es war nur ein Scherz (Histoire de rire)
- 1942: Meine größte Liebe (La femme que j'ai le plus aimée)
- 1942: Die Nacht mit dem Teufel (Les visiteurs du soir)
- 1943: Der ewige Bann (L'éternel retour)
- 1943/45: Kinder des Olymp (Les enfants du paradis)
- 1945: Gespielin der Finsternis (La fiancée des ténèbres)
- 1945: Schatten über ein Frauenherz (La part de l'ombre)
- 1946: Martin Roumagnac
- 1950: Die letzten Tage von Pompeji (Gli ultimi giorni di Pompe)
- 1952: Die sieben Sünden (Les sept péchés capitaux)
- 1952: Agnes Bernauer (Le jugement de Dieu)
- 1952: Ein Fest für Henriette (La fête à Henriette)
- 1953: Die Mädchen der Rue D’Amour (Les compagnes de la nuit)
- 1953: Thérèse Raquin – Du sollst nicht ehebrechen (Thérèse Raquin)
- 1954: Zur Liebe verdammt (La rage au corps)
- 1954: Die Luft von Paris (L'air de Paris)
- 1954: Bartholomäusnacht (La reine Margot)
- 1955: Nächte in Lissabon (Les amants du Tage)
- 1955: Oase (Oasis)
- 1956: Liebe unter heißem Himmel (Goubbiah, mon amour)
- 1956: Der Meineidbauer
- 1957: Der Mann im Regenmantel (L'homme à l'imperméable)
- 1957: Therese Etienne (Thérèse Étienne)
- 1958: Weiße Fracht aus Paris (Cargaison blanche)
- 1958: Falsches Geld und echte Kurven (Paris Holiday)
- 1958: Ein Weib wie der Satan (La femme et le pantin)
- 1959: Ich begehre Dich (Asphalte)
- 1959: Ferien für den Musterknaben (Le grand chef)
- 1959: Ein Engel auf Erden (Mademoiselle Ange)
- 1959: Ich und die Kuh (La vache et le prisonnier)
- 1960: Dynamit Jack (Dynamite Jack)
- 1960: Bomben auf Monte Carlo
- 1962: Der junge General (La Fayette)
- 1963: Alles in Butter (La cuisine au beurre)